# Recent Songs
Recent Songs je šesté studiové album kanadského hudebníka Leonarda Cohena, vydané v září roku 1979 hudebním vydavatelstvím Columbia Records. Jeho producentem byl spolu s Cohenem Henry Lewy a album v jeho kariéře znamenalo návrat k folku po vydání experimentálního alba Death of a Ladies' Man, na němž spolupracoval s Philem Spectorem. Album bylo nahráno ve studiu A&M Studios v Los Angeles.

## Seznam skladeb
| Pořadí | Název                     | Délka |
| ------ | ------------------------- | ----- |
| 1.     | The Guests                | 6:40  |
| 2.     | Humbled in Love           | 5:15  |
| 3.     | The Window                | 5:56  |
| 4.     | Came So Far for Beauty    | 4:04  |
| 5.     | The Lost Canadian         | 4:42  |
| 6.     | The Traitor               | 6:16  |
| 7.     | Our Lady of Solitude      | 3:13  |
| 8.     | The Gypsy's Wife          | 5:13  |
| 9.     | The Smokey Life           | 5:19  |
| 10.    | Ballad of the Absent Mare | 6:26  |

## Obsazení
- Leonard Cohen – zpěv
- Raffi Hakopian – housle
- John Bilezikjian – kytara
- Ricardo Gonzalez – kytara
- Everado Sandoval – kytara
- Charles Beck – baskytara
- Bill Ginn – klávesy
- Randy Waldman – klávesy
- Garth Hudson – klávesy
- Earl Dumler – hoboj
- Paul Ostermayer – saxofon
- Jose Perez – trubka
- Pablo Sandoval – trubka
- Steve Meador – bicí
- Jennifer Warnes – zpěv